# Eduard Sendra i Nogués
Eduard Sendra i Nogués (Reus, 1979) és intèrpret de contrabaix i compositor de sardanes.
S'inicia a la música als dotze anys. Cursa els seus estudis musicals de solfeig, harmonia i saxòfon al Conservatori del Liceu. Posteriorment els continua al Conservatori de Música de Reus, on acaba els estudis de grau mitjà i obté la titulació de professor de saxo. És contrabaixista de la cobla Reus Jove, de l'orquestra Haendel i de la Banda Unió Musical.
Pel que fa a la composició, als quinze anys comença a mostrar inquietuds. Miscel·lània, la seva tercera sardana, va ser finalista del quart Concurs de Composició per a Joves Compositors a Blanes (2001). La seva sardana 5 x 5 va ser finalista del concurs de la Sardana de l'Any 2005.